# Magnus Haraldsson (kung)
Magnus Haraldsson, född cirka 1048, död 28 april 1069, var äldste son till Harald Hårdråde Sigurdsson och Tora Torbergsdotter och Norges kung från 1066 till 1069.
Magnus ska ha varit med på faderns krigståg i danska farvatten 1062. Kung Harald såg till att Magnus valdes till medkonung innan Harald gav sig av på fälttåget mot England 1066. Då fadern stupade i slaget vid Stamford Bridge var Magnus ensam kung i Norge till våren 1067, då brodern Olav Kyrre återvände från fälttåget och blev vald till medkung. Olav satt med ansvaret för Viken, medan Magnus hadde Oppland, Vestlandet, Tröndelag och Nordnorge. Magnus regeringstid blev dock kort då han avled av sjukdom 1069. Han dog troligen av en mjöldrygaförgiftning och blev begraven i Nidaros. Sonen Håkan Magnusson Toresfostre föddes antagligen 1069 och uppfostrades efter faderns död av Tore Tordsson på Steig.

## Barn
1. Håkon